# 경요 (작가)

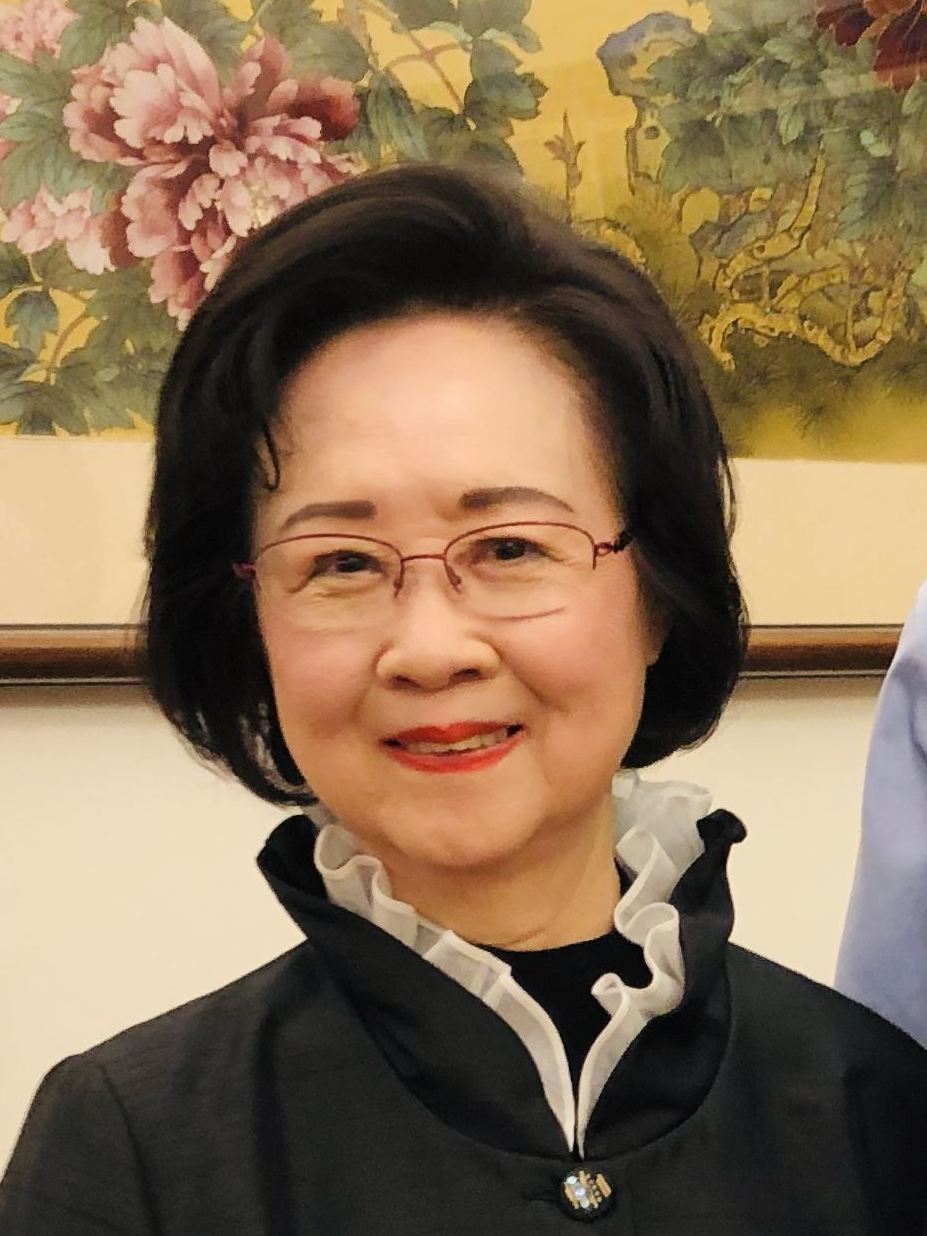
2019년 모습

경요(중국어: 陳喆, 병음: Chén Zhé, 1938년 4월 20일 ~ 2024년 12월 4일, 필명 Chiung Yao, 중국어: 瓊瑤, 병음: Qióngyáo)는 대만의 작가이자 영화 프로듀서였다. "경요"라는 이름은 "훌륭한 순수한 비취"를 의미하는 고전 시에서 따온 문구이다. 쓰촨성 청두시에서 태어난 그녀의 가족은 1949년 공산당이 점령한 후 중화민국으로 이주했다.
경요는 한문 로맨스 소설의 대표적인 인물이었다. 소설 《창밖》(窗外, 1963)으로 명성을 얻었고, 이를 통해 황관문화(皇冠文化, Crown) 잡지의 소유자인 핑신타오와 친분을 쌓고 연애 관계를 맺게 되었다. 두 사람 모두 원래 배우자와 이혼한 후 결혼하여 여러 회사를 공동 설립하여 경요의 작품을 영화와 TV 드라마로 각색했다. 그녀의 소설은 100편이 넘는 영화와 TV 드라마로 제작되었다. 그러나 그녀의 연애 경험은 대만에서도 논란을 불러일으켰다.
그녀의 작품은 대만을 넘어 중국어권 전역과 동남아시아 전역에서 호평을 받았다. BBC는 그녀를 "세계에서 가장 인기 있는 중국어 로맨스 소설가"로 묘사하고 그녀의 TV 드라마 황제의 딸(1998)를 "역사상 가장 인기 있는 중국어 드라마 쇼"로 묘사한다.